# Marolles-lès-Bailly
Marolles-lès-Bailly je francouzská obec v departementu Aube v regionu Grand Est. Žije zde 120 obyvatel.

## Poloha obce

### Sousední obce
| Růžice kompasu |                      | Montreuil-sur-Barse | Briel-sur-Barse | Růžice kompasu |
| Růžice kompasu | Chauffour-lès-Bailly | Sever               | Villy-en-Trodes | Růžice kompasu |
| Růžice kompasu | Chauffour-lès-Bailly | Marolles-lès-Bailly | Villy-en-Trodes | Růžice kompasu |
| Růžice kompasu | Chauffour-lès-Bailly | Jih                 | Villy-en-Trodes | Růžice kompasu |
| Růžice kompasu | Poligny              | Bourguignons        | Fralignes       | Růžice kompasu |

## Vývoj počtu obyvatel
Počet obyvatel